# Sweet Caroline
"Sweet Caroline" és una cançó escrita i interpretada pel cantant nord-americà Neil Diamond i llançada el maig de 1969 com senzill amb el títol "Sweet Caroline (Good Times Never Seemed So Good)". Charles Calello fou el seu compositor, i l'American Sound Studio es va encarregar de l'enregistrament a Memphis, Tennessee.

## Inspiració
En una entrevista del 2007, Diamond va declarar que la inspiració per a la seva cançó va ser la filla de John F. Kennedy, Caroline, que tenia onze anys en el moment de la seva publicació. Diamond va cantar la cançó per a ella en la celebració del seu 50è aniversari el 2007. El 21 de desembre de 2011, en una entrevista al programa The Early Show de la CBS, Diamond va dir que una foto de portada d'una revista on apareixia Caroline de petita en un cavall amb els seus pares va crear una imatge a la seva ment, i que la resta de la cançó va sorgir uns cinc anys després de veure la imatge. No obstant això, el 2014 Diamond va dir que la cançó era sobre la seva llavors esposa Marsha, però que necessitava un nom de tres síl·labes perquè encaixés a la melodia. La cançó ha demostrat ser perdurablement popular i, fins al novembre del 2014, ha venut més de dos milions de descàrregues digitals als Estats Units.

## Rendiment
La cançó va aconseguir el número 4 a la llista Billboard Hot 100 la setmana que va acabar el 16 d'agost del 1969, i va ser certificada com a disc d'or per la RIAA el 18 d'agost del 1969, per haver venut més d'un milió de còpies. "Sweet Caroline" va ser també la primera de les cinquanta-vuit entrades a la llista US Easy Listening, aconseguint el número 3.
La tardor de 1969, Diamond va interpretar "Sweet Caroline" en diversos programes de televisió. Posteriorment, va aconseguir el número 8 a la llista de senzills del Regne Unit el març de 1971.
El juliol de 2021, "Sweet Caroline" va tornar a entrar a la llista de senzills del Regne Unit 50 anys després del seu primer llançament al Regne Unit, després del seu ús pels seguidors d'Anglaterra durant l'Eurocopa 2020. Va tornar a entrar a la llista en el número 48 en la setmana que va acabar el 15 de juliol i una setmana més tard va pujar al número 20.

## Recepció
Cash Box va qualificar la cançó de "sensacional", destacant el fet que el "material i el so de la producció de Diamond adquireixen una dimensió completament diferent en aquesta balada d'amor que manté una brillantor càlida al llarg de tota la cançó, amb ocasionals onades de força".

## Versions alternatives
Hi ha tres barreges diferents d'aquesta cançó. A la barreja original en mono de 45, l'orquestra i el glockenspiel són més prominents que a la versió estèreo del LP Brother Love's Travelling Salvation Show. La tercera versió és una remescla que només es troba al CD inicial de Diamond's His 12 Greatest Hits. Aquesta versió té l'orquestra barrejada i les veus de fons barrejades. També té un esvaïment més llarg. Hi ha una versió en directe de la cançó al seu LP Hot August Night.
Durant la pandèmia de la COVID-19, Diamond va canviar algunes de les lletres a "Hands ... washing hands ... don't touch me ... I won't touch you" ("Mans... rentar-se les mans... no em toquis"... no et tocaré").
El 2023 el grup Buhos la va compondre versionant la lletra en català.

## Ús en esdeveniments esportius

### Estats Units
Els Carolina Panthers de la Lliga Nacional de Futbol Americà han tocat la cançó en tots els partits a casa a Charlotte des de 1996. El 2020, els Panthers van tocar la cançó en el seu estadi, el Bank of America Stadium, buit en honor a tots els treballadors de primera línia a la pandèmia de COVID-19.
La cançó s'ha tocat a Fenway Park, seu dels Boston Red Sox de la Major League Baseball, almenys des del 1997, i en la meitat de la vuitena entrada de cada partit des del 2002. La nit d'obertura de la temporada 2010 a Fenway Park, la cançó va ser interpretada en directe pel mateix Diamond.

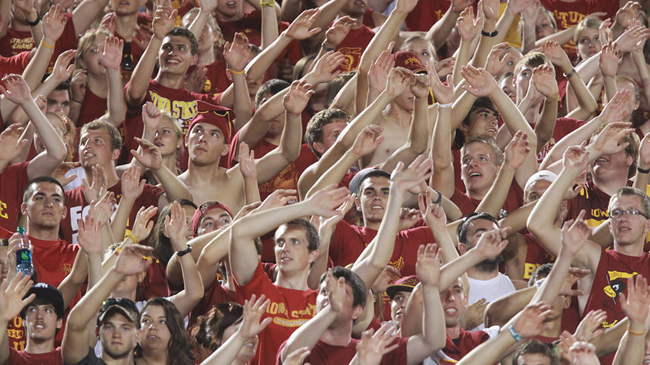
Moment en el que els aficionats dels Cyclones estan cantant Sweet Caroline, agost de 2013

Els Iowa State Cyclones han utilitzat "Sweet Caroline" com a cançó de victòria des de 2006.
Des de 2008, la Universitat de Pittsburgh ha utilitzat "Sweet Caroline" com una cançó no oficial de l'escola per cantar, inserint "Let's Go Pitt!" sobre l'interval instrumental de tres temps "Woah oh oh" després de la tornada del títol i substituint la frase repetida "So good" per "Go Pitt!". La cançó va començar com un himne de reunió que es tocava entre el tercer i el quart quart dels partits de futbol dels Pittsburgh Panthers, però ha estat adoptada per al seu ús durant altres competicions esportives de la universitat, esdeveniments d'exalumnes i cerimònies de estudiants, incloent les cerimònies de graduació, i les referències a la cançó han aparegut a diversos productes de l'escola.
"Sweet Caroline" de vegades forma part de la rotació regular de cançons durant els esdeveniments esportius en altres universitats, i encara que s'ha assenyalat que no és una tradició específica o únicament associada a la Universitat Estatal de Pennsilvània, a causa d'una suposada preocupació per la lletra de la cançó arran de l'escàndol d'abús sexual de nens de Penn State, la universitat va retirar la cançó de la rotació de la música que es tocava als partits de futbol abans de la temporada 2012. No obstant això, el setembre de 2013 van reprendre les interpretacions en els partits de futbol de Penn State.

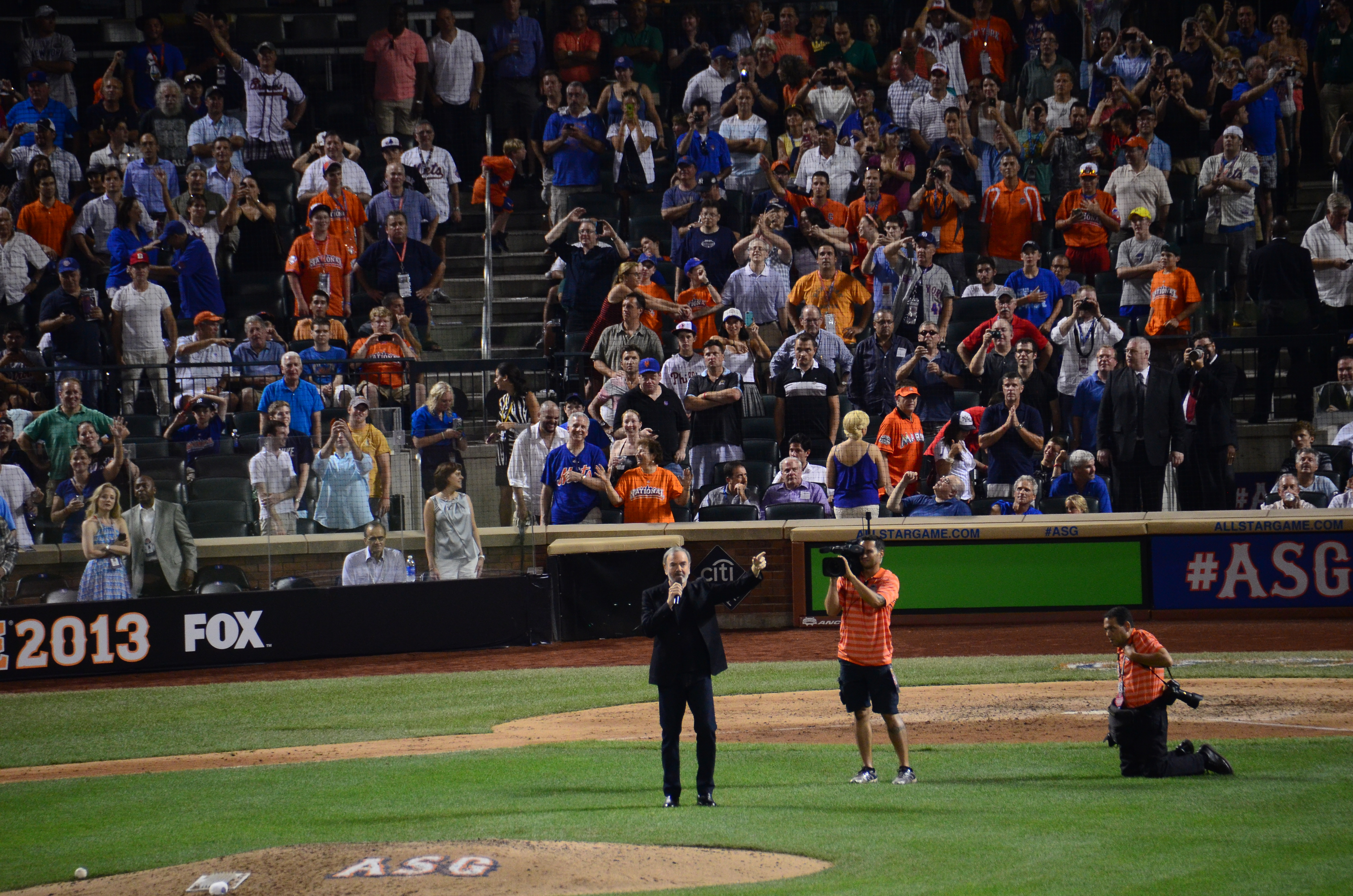
Neil Diamond interpretant Sweet Caroline a l'estadi Citi Field, 2013

Diversos dies després de l'atemptat de la Marató de Boston l'abril del 2013, Neil Diamond va dirigir la multitud a Fenway Park en una interpretació de la cançó. Les vendes de la cançó es van disparar gairebé un 600% la setmana posterior als atemptats, amb 19.000 còpies, davant de les 2.800 de la setmana anterior. Diamond va dir que donaria els drets d'autor d'aquestes vendes a l'organització benèfica One Fund Boston per ajudar les persones afectades pels atemptats.
El 22 de febrer de 2020, el recent coronat campió mundial de pes pesat del WBC i de The Ring, Tyson Fury, va cantar la cançó en directe al ring del MGM Grand Garden Arena de Las Vegas per celebrar la seva victòria per nocaut contra Deontay Wilder després de la conclusió de la revenja. Fury també havia cantat prèviament "Sweet Caroline" en una conferència de premsa abans de la seva baralla contra Francesco Pianeta el 2018.

### Canadà
La cançó s'utilitza en els partits a casa dels Erie Otters de la Ontario Hockey League, on els aficionats substitueixen el “bum, bum, bum” per “London sucks!”, en referència als rivals London Knights.

### Regne Unit
Els seguidors de la selecció de futbol d'Irlanda del Nord van adoptar la cançó com a himne després que sonés a les celebracions posteriors al partit a l'estadi després de derrotar Anglaterra el 2005. No obstant, ha estat una de les favorites dels aficionats al Windsor Park durant 20 anys. La cançó s'ha utilitzat en els partits a casa des de llavors, sobretot durant l'Eurocopa 2016. El jugador de dards nord-irlandès Daryl Gurney va començar a utilitzar la cançó com la seva cançó d'entrada el 2015 per als esdeveniments de la Professional Darts Corporation, en homenatge a l'equip de futbol.
El 29 de juny de 2021, als vuitens de final de l'Eurocopa 2020, després de la victòria de la selecció anglesa de futbol per 2-0 davant d'Alemanya, els aficionats anglesos, entre els 40.000 espectadors presents a l'estadi de Wembley, van quedar cantant col·lectivament la cançó després del partit. El seleccionador de l'equip, Gareth Southgate, va comentar: "Així que, poder enviar-los a casa sentint-se com aquesta nit, escoltar-los al final... És a dir, no es pot superar una mica de 'Sweet Caroline', oi? És una meravella, de veritat". Durant les entrevistes posteriors al partit, el capità de l'equip, Harry Kane, es va mostrar visiblement emocionat en aturar-se a escoltar la multitud cantar, i va comentar: "Sí, és especial. M'he quedat sense paraules, no sé què dir". Després de la victòria a semifinals contra Dinamarca (2-1), els jugadors d'Anglaterra van guiar el públic en una interpretació de la cançó.
El Reading va començar a utilitzar la cançó a petició dels jugadors a la seva primera temporada a la Premiership, a la temporada 2006/07. Segons l'exjugador Glenn Little, va ser seleccionada com a part de la celebració de la seva temporada rècord de 106 punts al Campionat. No obstant, no va ser fins al 2015, quan Little va suggerir que es restablís, que es va convertir en una de les favorites dels aficionats. La cançó va ser adoptada posteriorment pels seguidors de l'Aston Villa durant el seu partit de la Championship contra l'Stoke City el febrer de 2019, quan van lluitar contra un desavantatge inicial per obtenir un empat. Després del partit, l'Aston Villa va encadenar una ratxa de 12 partits sense perdre, cosa que li va permetre arribar als play-offs de l'English Football League de 2019. Posteriorment, van continuar cantant la cançó després de guanyar de forma memorable una tanda de penal decisiva al rival de l'altre costat de la ciutat, el West Bromwich Albion, abans de guanyar finalment els play-offs i aconseguir l'ascens a la Premier League per a la temporada 2019-20. Més tard, els jugadors del club van continuar la seva forta associació amb la cançó, i la van cantar dins del seu vestidor, després d'un empat crucial al seu últim partit de la temporada, per escapar per poc del descens de la Premier League per només un punt.
Per al criquet a Anglaterra, el públic local a Lord's, juntament amb els jugadors de l'equip de criquet d'Anglaterra, van cantar la cançó després de la seva dramàtica victòria a la final de la Copa Mundial de Cricket 2019.
El 15 de novembre del 2021, la selecció de futbol suïssa va cantar la cançó després d'una victòria per 4-0 contra Bulgària en honor a la selecció nacional de futbol d'Irlanda del Nord, que va empatar contra la selecció nacional de futbol d'Itàlia, el que va permetre als suïssos classificar-se directament per a la Copa del Món de la FIFA 2022.

### Arts marcials mixtes
El lluitador de pes mitjà de la UFC, Darren Till ha adoptat la cançó com a música d'entrada a partir d'UFC Fight Night: Thompson vs. Till.

## Personal
- Neil Diamond - veu, guitarra acústica
- Charles Calello: corda, trompeta i arranjaments vocals
- The Memphis Boys: altres instruments
  - Gene Chrisman - bateria
  - Tommy Cogbill - baix
  - Bobby Emmons - teclats
  - Reggie Young - guitarra elèctrica

## Llegat
El 2019, "Sweet Caroline" va ser seleccionada per la Biblioteca del Congrés per a la seva preservació al National Recording Registry per ser "cultural, històricament o estèticament significativa".

## Versió DJ Ötzi
El cantant austríac DJ Ötzi va llançar una versió de la cançó el 2009 a través d'UMG. La seva versió va aconseguir el número 19 a la llista de senzills alemanya, romanent durant 18 setmanes a les llistes alemanyes. També va aconseguir el número 18 a les llistes austríaques. La cançó també es va incloure a l'Hotel Engel (Gold Edition).